# نايتمير سيركس
نايتمير سيركس (بالإنجليزية: Nightmare Circus)‏، هي لعبة فيديو نرويجية من تطوير فنكوم ومن نشر تيك توي البرازيلية، صدرت اللعبة في الأسواق سنة 1996، وتعمل حصراً لمنصة سيغا جينيسس.